# Evernsel
Evrensel («Universal») és un diari de Turquia d'orientació socialista.

## Història
Evrensel es va fundar el 7 de juny de 1995. Es caracteritza per fer periodisme d'investigació sobre les qüestions que afecten la classe treballadora. El 2017 el diari va començar a publicar una versió en anglès.
Metin Göktepe, el periodista de 27 anys, la mort del qual sota custòdia policial el 1996 va provocar protestes públiques i mobilitzacions socials, treballava com a reporter d'Evrensel el dia de la seva detenció i assassinat.